# Mohammed Ayub Khan (Afghanistan)

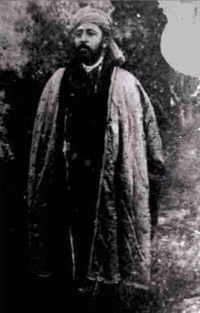
Mohammed Ayub Khan

Sardar Mohammed Ayub Khan (paschtunisch محمد ايوب خان Mohammad Ayub Chan, * 1857 in Kabul; † 7. April 1914 in Lahore) war 1880 interimistischer Regent Afghanistans, von 1880 bis 1881 Emir von Herat und 1881 Emir von Kandahar. Er war der fünfte Sohn von Emir Schir Ali und Bruder des von Februar bis Oktober 1879 regierenden Emir Mohammed Yakub Khan.

## Leben
Mohammed Ayub Khan hatte sich während des Zweiten Britisch-Afghanischen Kriegs im Westen des Landes bei Herat gehalten. Nach der Eroberung Ghaznis durch die Briten wurde er durch den Sieg über ein britisches Heer in der „Zweiten Schlacht von Maiwand“ am 27. Juli 1880 bekannt. Nach seiner Niederlage in der „Schlacht von Kandahar“ am 1. September 1880 wurde der von den Briten eingesetzte Abdur Rahman Khan als sein Nachfolger als neuer Emir anerkannt. Mohammed Ayub Khan ging nach Persien ins Exil und später nach Indien, wo er 1914 starb. Er wurde in Peschawar (im heutigen Pakistan) begraben, wo der afghanische König Habibullah Khan, der Sohn Abdur Rahmans, ein Mausoleum für ihn errichten ließ.